# Campaea zawiszae
Campaea zawiszae là một loài bướm đêm trong họ Geometridae.